# Museum Bescherming Bevolking

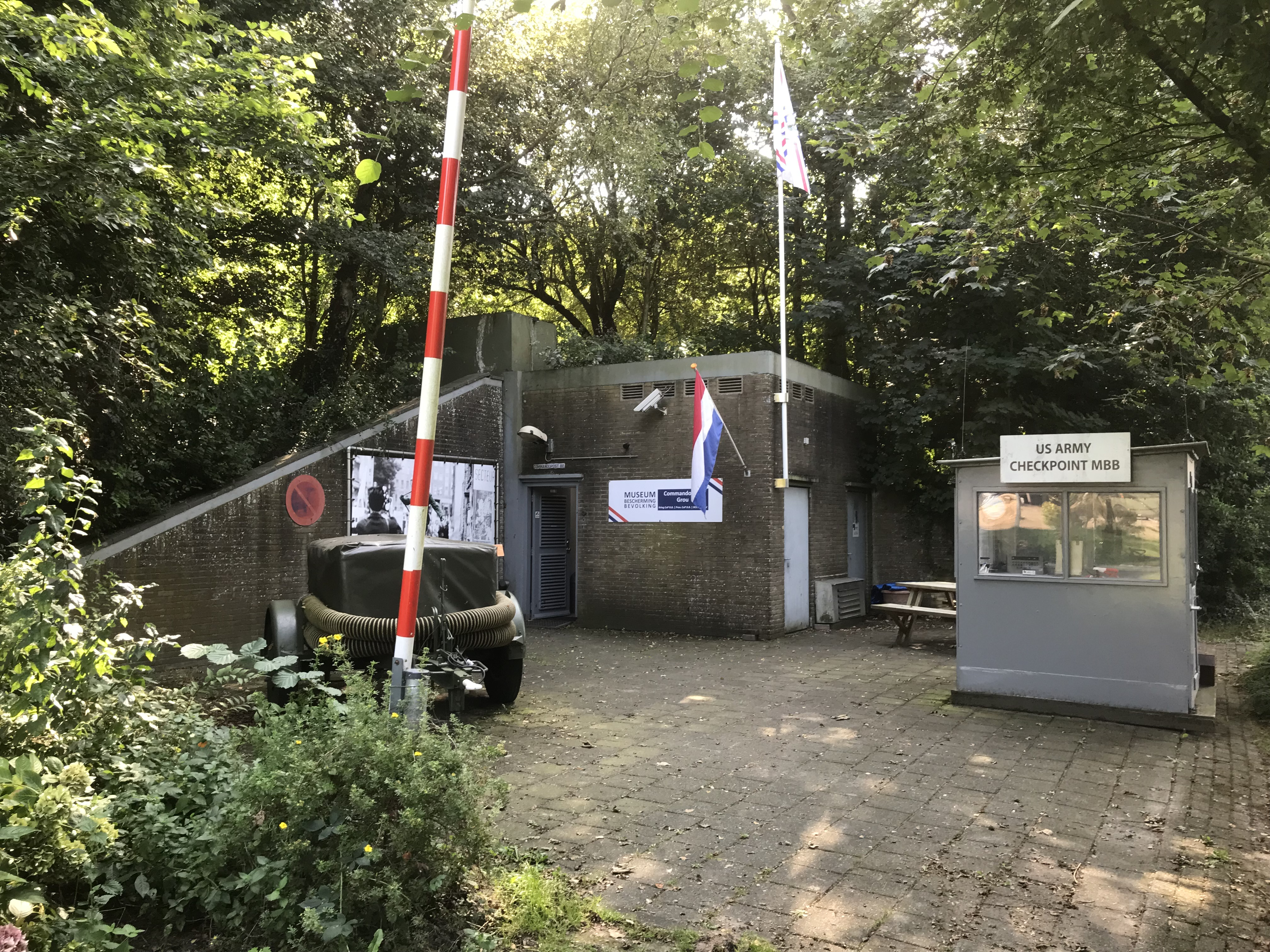
Ingang van de BB post te Grou

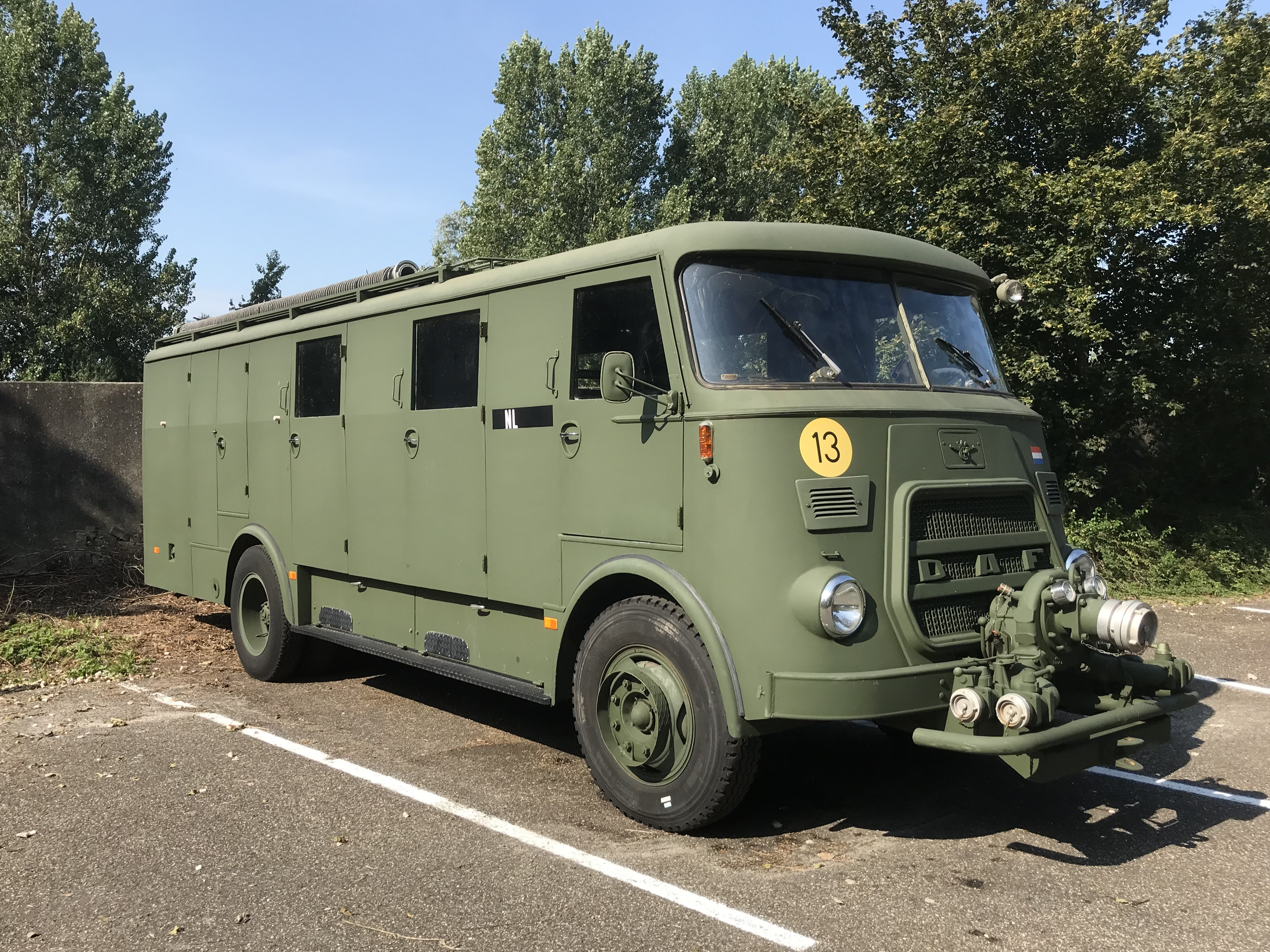
DAF brandspuit

Het Museum Bescherming Bevolking is de organisatie die het erfgoed van de voormalige Nederlandse overheidsinstantie Bescherming Bevolking verzamelt, conserveert en presenteert. Het MBB heeft twee bezoekerslocaties: Commandopost Rijswijk in Zuid-Holland en Commandopost Grou in Friesland. 

## Geschiedenis
Het museum is een voortzetting van de Nationale Collectie Bescherming Bevolking (NCBB). In 2000 is de NCBB als particulier initiatief opgericht om de samenleving inzicht te geven in aanwezigheid van de organisatie Bescherming Bevolking gedurende de Koude Oorlog. Het museum maakt sinds 2015 deel uit van stichting Nationaal Veiligheidsinstituut, waaronder tevens PIT Veiligheidsexperience in Almere, het Nationaal Brandweermuseum te Hellevoetsluis, het Nationaal Brandweerdocumentatiecentrum en de collectie van de Nationale Politie vallen.

## Bescherming Bevolking
De Bescherming Bevolking (B.B.) was een door de Nederlandse rijksoverheid in 1952 opgerichte organisatie. Het was als onderdeel van de civiele verdediging en had als taak de bevolking te beschermen tegen de onmiddellijke gevolgen van oorlogsgeweld. Dit was toen actueel vanwege de in die jaren opgang komende Koude Oorlog met de Sovjet-Unie. Later werd besloten dat de organisatie ook ingezet moest kunnen worden bij rampen in vredestijd.
De B.B. was toegerust voor het blussen van branden, redden van mensen en het verlenen van eerst hulp ten tijde van in het geval van oorlogshandelingen of andere rampen. De B.B. was een civiele overheidsorganisatie, voornamelijk bemand door personen in dienst van de overheid en personen die niet hoefden te voldoen aan de militaire dienstplicht. ( maar wel verplichte opkomst bij B.B.). Op het hoogtepunt van de organisatie waren 165.000 personen betrokken bij de activiteiten. De organisatie is in 1986 opgeheven vanwege voortgaande professionalisering van de rampenbestrijding. De taken zijn overgedragen aan onder andere de brandweer en het Rode Kruis.

## Locaties

### Commandopost Rijswijk
In de gemeente Rijswijk ligt het voormalige B.B.-complex Overvoorde. De commandopost hier bestond al in de Tweede Wereldoorlog en had een belangrijke functie voor het berichtenverkeer van de Duitse bezetter. Na 1952 werd het terrein in gebruik genomen door de B.B. Het complex Overvoorde bestaat uit een tweetal ondergrondse voormalige commandoposten, een oefenruïne- en een opleidings- en trainingsaccommodatie. De in 1969 in gebruik genomen atoombombestendige bunker is door het museum weer volledig ingericht als commandopost voor de Bescherming Bevolking.

### Commandopost Grou
In Grou beheert het museum een complex uit de tijd van de Koude Oorlog. Het bestaat uit een bunker met vier commandoposten: Kringcommandopost Bescherming Bevolking (KCBB), Provinciale Commandopost Bescherming Bevolking (PCBB), Gemeentelijk Centrum Civiele Verdediging (GCCV) en Provinciaal Centrum Civiele Verdediging (PCCV). Als gecombineerde commandopost is Grou uniek. Uit museale overwegingen is hier ook een origineel segment van de Berlijnse Muur geplaatst.
In de museumlocatie te Grou worden ook voertuigen getoond die zijn gebruikt door het Korps Mobiele Colonnes. Dit betreft onder meer een DAF BW150 brandweervoertuig uit 1967. Van dit voertuig zijn er 24 gebouwd in opdracht van het ministerie van defensie. Achttien brandweerlieden met volledige uitrusting konden ermee vervoerd worden. Daarnaast zijn er enkele brandspuiten en een Magirus-Deutz-ladderwagen uit begin jaren 1950.